# Doberdobsko jezero
Doberdobsko jezero (italijansko Lago di Doberdò) je kraško jezero v bližini naselja Doberdob v Italiji. Leži v Deželnem naravnem Rezervatu, ki je bil ustanovljen z deželnim zakonom št. 42/1996.
Doberdobsko jezero s površino 0,36 km² leži na kraškem polju približno 2 km jugozahodno od naselja Doberdob. Voda priteka v jezero iz manjših kraških izvirov, pretežno na severozahodnem obrežju in podzemno odteka v izvir Timave. Ti izviri se podzemno napajajo iz rek Soče in Vipave, kar je bilo z barvanjem dokazano že leta 1907. 
Precejšno vodno nihanje daje temu jezeru presihajočo naravo. Višina vodne gladine niha med 0 in 2-3 m, v poplavnem obdobju se zviša za 5 do 6 m, ob srednji višini znaša površina jezera 26 ha. Tedaj je jezero dolgo okoli 1200 m široko do okoli 400 m. V obdobju suše jezero močno usahne in se spremeni v močvirje. Vode nikoli povsem ne zmanjka. Prisotna je reka in nekaj mlak. Največja med njimi je mlaka Bezen in je široka okoli 40 m.
Iz Doberdobskega jezera se voda podzemno pretaka na kraško polje Prelosnega jezera, kjer je izvir pod Debelim vrhom.
Iz še neznanega razloga se voda v Doberdobskem jezeru nenehno zmanjšuje. Domnevajo, da so vzrok zmanjšanje padavin, potresi, eksplozije med vojnama in podobno.

## Rastlinstvo
V jezeru najdemo vodno rastlinstvo, na obrežju vlagoljubno rastje, sledi pas obrežnega grmičevja, gozd z belo vrbo in črnim topolom, na suhem delu pa kraška gmajna. Nekateri deli jezera in vodotoki so zavarovani tudi na evropski ravni. V Doberdobskem jezeru in njegovi okolici uspevajo:
- močvirska grebenika (Hottonia palustris),
- navadna smrečica (Hippuris vulgaris),
- velika zlatica (Ranunculus lingua),
- beli lokvanj (Nymphaea alba),
- rumeni blatnik (Nuphar lutea),
- navadna rižolica (Leersia oryzoides),
- togi šaš (Carex elata),
- vodna perunika (Iris pseudoacorus),
- navadna pijavčnica (Lysimachia vulgaris),
- krvenka (Lythrum salicaria) in druge.

Najbolj razširjeno pa je različno trstičje.

## Živalstvo
Ob in v Doberdobskem jezeru živijo nevretenčarji (polži, raki, žuželke), vretenčarji (ribe) in dvoživke. Med žuželkami najdemo enodnevnice, mladoletnice, kačje pastirje, dvokrilce (komarji, hrošči, stenice). V počasni in stoječi vodi živijo krapovci: linj (Tinca tinca), rdečeperka (Scardinius erythrophthalmus), klen (Leuciscus cephalus), krap (Cyprinus carpio) in primorska belica (Alburnus alburnus alborella). 
V okolici Doberdobskega jezera so do sedaj opazili preko 190 vrst ptic, med njimi je 79 vrst gnezdilk.